# سازمان چریک‌های فدایی خلق ایران (اقلیت)
سازمان چریک‌های فدایی خلق ایران (اقلیت) یک سازمان مارکسیست - لنینیست در کشور ایران بود. شاخه ای از سازمان چریکهای فدایی خلق ایران، از جناح اکثریت جدا شد و به سیاست مبارزاتی اصلی خود در مخالفت با حزب توده و به چالش کشیدن جمهوری اسلامی پایبند بود.
در ژانویه ۱۹۸۲، با جنبش سازمان چریک‌های فدایی خلق ایران–اکثریت جناح چپ به رهبری مصطفی مدنی، شاخه ای از سازمان فدائیان خلق ایران (اکثریت) که در اکتبر ۱۹۸۰ از حزب دوم جدا شد، به آن پیوست.
اعضای این گروه در جنگل‌های شمال ایران و استان کردستان به جنگ چریکی می‌پرداختند. سیاست این حزب برخلاف اتحاد جماهیر شوروی بود و اتحاد جماهیر شوروی پس از استالین را یک کشور تجدیدنظرطلب می‌دانست.

## سرانجام سازمان
بخشی از سازمان در تیر ۱۳۶۲ به رهبری مهدی سامع با انتشار متنی با عنوان «بیانیۀ هویت»‌ اعدام جدایی کرد و با تشکیل سازمان چریک‌های فدایی خلق ایران-پیرو برنامه هویت به شورای ملی مقاومت ایران پیوست. به گفتۀ سامع در این دوران آنچه که از سازمان چریک‌های فدایی خلق ایران (اقلیت) باقی مانده‌بود تحت نفوذ اکبر کامیابی (توکل) و حسین زهری قرار گرفته‌بود. پس از واقعه گاپیلون در بهمن ۱۳۶۴ گروهی از مخالفین خط توکل-زهری بی‌درنگ اعلام جدایی کرده و سازمان جدیدی تأسیس کردند که با نام سازمان چریک‌های فدایی خلق (شورای عالی) شناخته می‌شود. با این وجود اختلاف نظر در رهبری و بحران‌های ناشی از واقعۀ گاپیلون تداوم یافت و در نهایت منجر به متلاشی شدن سازمان و انشعاب یافتن باقی‌ماندۀ آن به سه سازمان مجزا شد.
حسین زهری در اسفند ۱۳۶۵ از اقلیت جدا شد و از آن زمان با نام «سازمان چریک‌های فدایی خلق ایران فعالیت می‌کند.
اکبر کامیابی (توکل) در اسفند ۱۳۶۵ دست به انشعابی زد که در بهار ۱۳۶۶ اعلام شد. وی پس از خروج از کردستان عراق و رفتن به اروپا مدتی با همان نام سازمان چریک‌های فدایی خلق ایران (اقلیت) به فعالیت پرداخت، اما از دی ۱۳۷۵ با برگزارۀ کنگرۀ ششم با حذف کلمات چریک و خلق، نام سازمان تحت رهبری خود را به سازمان فدائیان (اقلیت) تغییر داد.
انشعاب سوم نیز توسط مستوره احمدزاده در سال ۱۳۶۶ اتفاق افتاد که به تشکیل یک گروه تئوریک با نام هستۀ اقلیت منجر شد.